# Maccullochella mariensis
Maccullochella mariensis är en fiskart som beskrevs av Rowland, 1993. Maccullochella mariensis ingår i släktet Maccullochella och familjen Percichthyidae. Inga underarter finns listade i Catalogue of Life.